# Litoporus manu
Litoporus manu là một loài nhện trong họ Pholcidae. Loài này được phát hiện ở Peru.